# جورجي مالينكوف
جورجي ماكسيميليانوفيتش مالينكوف (6 ديسمبر 1901 - 14 يناير 1988)، كان سياسيًا سوفييتيًا خلف جوزيف ستالين فترة وجيزة زعيمًا للاتحاد السوفيتي، لكنه وبناءً على إصرار باقي أعضاء هيئة الرئاسة، تنازل عن السيطرة على الحزب مقابل بقائه رئيسًا للوزراء وأولًا بين الأنداد داخل القيادة الجماعية للحزب. انخرط في وقت لاحق في صراع على السلطة مع نيكيتا خروتشوف توج بإقالته من رئاسة الوزراء في عام 1955، كما من رئاسة مجلس الرئاسة في عام 1957.
طوال مسيرته السياسية، سهلت علاقات مالينكوف الشخصية بفلاديمير لينين صعوده داخل الحزب الشيوعي الحاكم في الاتحاد السوفيتي بشكل كبير. بحلول عام 1925، كُلّف بالإشراف على سجلات الحزب. جعلته هذه المهمة على اتصال دائم مع ستالين الذي نجح في ذلك الوقت في توحيد سلطته أمينًا عام للحزب الشيوعي في الاتحاد السوفيتي ليصبح الزعيم الفعلي للاتحاد السوفيتي. نتيجة لهذا الارتباط، أصبح مالينكوف متورطًا بشدة في عمليات التطهير التي قام بها ستالين، قبل أن يُمنح لاحقًا المسؤولية الوحيدة عن برنامج الصواريخ السوفيتي خلال الحرب العالمية الثانية. منذ عام 1946 حتى عام 1947، ترأس لجنة مجلس الوزراء الخاصة بتكنولوجيا الصواريخ. من أجل تأمين موقعه شخصية مفضلة لدى ستالين، عمل مالينكوف على تشويه سمعة المارشال جورجي جوكوف وقمع كل المجد المرتبط بلينينغراد خلال الحرب العالمية الثانية ونجح بذلك حتى حافظت موسكو على صورتها عاصمة ثقافية وسياسية للاتحاد السوفيتي.
بعد وفاة ستالين في 5 مارس من العام 1953، ظهر مالينكوف خليفة بلا منازع للزعيم السوفيتي من خلال استبداله كرئيس لمجلس الوزراء (أو رئيس الوزراء) ورئيس جهاز الحزب. لكن، بعد 9 أيام فقط، أجبره المكتب السياسي (المعروف آنذاك باسم هيئة الرئاسة) على التخلي عن المنصب الأخير مع السماح له بالاحتفاظ برئاسة الوزراء. منذ تلك اللحظة، عمل مالينكوف كأعلى عضو في هيئة رئاسة مجلس الرئاسة ورئيسه بالنيابة حتى خسر منصبه ذاك في أوائل عام 1954 لصالح السكرتير الأول للحزب، نيكيتا خروتشوف. بحلول عام 1955، أجبر أيضًا على الاستقالة من منصب رئاسة الوزراء. بعد تنظيم انقلاب فاشل ضد خروتشوف في عام 1957، طُرد مالينكوف من رئاسة مجلس الرئاسة ونفي إلى كازاخستان في عام 1957، قبل أن يُطرد في نهاية المطاف من الحزب تمامًا في نوفمبر 1961. تقاعد رسميًا من العمل السياسي بعد ذلك بوقت قصير. بعد إقامة قصيرة له في كازاخستان، عاد إلى موسكو وظل بعيدًا عن الأنظار طوال الفترة المتبقية من حياته.

## النشأة
ولد مالينكوف في مدينة أورينبورغ في الإمبراطورية الروسية. هاجر أسلافه من طرف أبيه خلال القرن الثامن عشر من محلة أوهريد في روميليا إياليت في الدولة العثمانية (مقدونيا الشمالية الحالية). خدم بعضهم ضباطًا في الجيش الإمبراطوري الروسي. كان والده مزارعًا ثريًا في مقاطعة أورينبورغ. ساعد مالينكوف الشاب والده من حين لآخر في القيام بأعمال بيع الحصاد. كانت والدته ابنة حداد وحفيدة كاهن أرثوذكسي.
تخرج مالينكوف من صالة أورينبورغ للألعاب الرياضية قبل أشهر قليلة من الثورة الروسية التي اندلعت عام 1917 وانضم إلى الجيش الأحمر متطوعًا في عام 1918، حيث قاتل إلى جانب الشيوعيين ضد قوات الحركة البيضاء في الحرب الأهلية. انضم إلى الحزب الشيوعي للاتحاد السوفيتي في عام 1920 وعمل مفوضًا سياسيًا في قطار دعائي في تركستان خلال الحرب الأهلية.

## بداياته السياسية
ولد جورجي مالينكوف في أورينبورغ إحدى مدن روسيا وعاصمة الكيان الفدرالي الروسي أورنبرغ أوبلاست من عائلة أرستقراطية خدمت القياصرة منذ القرن التاسع عشر وخرج منها العديد من الجنرالات والأميرالات. كان من عائلته حكام لمدينة أولدنبورغ ومع هذا فإن أمه كانت ابنة حدّاد من أسرة متواضعة.
سرعان ما أصبح مهندساً كهربائياً وانضم إلى البلاشفة عند اندلاع ثورة 1917، وفي سنة 1919 أصبح عميداً سياسياً في الجيش الأحمر. ربطته صداقة مميزة مع ستالين وبعد موته سنة 1953 حل محله في الحكم.

## نهايته السياسية
أُرغم على التنحي من منصبه سنة 1955 إلا أنه أصبح عضواً في المكتب السياسي للجنة المركزية للحزب الشيوعي. بيد أنه اضطر إلى الاستقالة مرة أخرى في عام 1957 بسبب مشاركته مع فياتشيسلاف ميخائيلوفيتش مولوتوف ولازار كاجانوفيتش ونيكولاي بولكانين في مؤامرة لإبعاد خروتشوف وبسبب ذلك فقد طُرد من الحزب الشيوعي وحكم عليه بالنفي إلى كازاخستان ، بعد وفاته دُفن في موسكو في مقبرة كونتسيفو .

## وصلات خارجية
- جورجي مالينكوف على موقع الموسوعة البريطانية (الإنجليزية)
- جورجي مالينكوف على موقع مونزينجر (الألمانية)

| سبقه جوزيف ستالين | رئيس الاتحاد السوفيتي جورجي مالينكوف من 1953 إلى 1955 | تبعه نيكيتا خروتشوف |